# Ferencvárosi Torna Club (polisportiva)
Il Ferencvárosi Torna Club (in italiano: Club Ginnico del Ferencváros), abbreviato in FTC, alcune volte in Ferencvárosi TC, ma noto soprattutto come Ferencváros, è una società polisportiva ungherese con sede nell'omonimo distretto della città di Budapest. Fondata nel 1899 da Ferenc Springer e da alcuni muratori del quartiere Ferencváros, nel distretto IX della città, è particolarmente nota per la sezione calcistica, la più sostenuta del paese e la più conosciuta al di fuori dei confini nazionali. I colori ufficiali sono il verde e il bianco e la mascotte è un'aquila verde. Il soprannome ufficiale del club è Fradi, "muratori" in italiano.
La società comprende varie sezioni sportive tra le quali calcio, pallanuoto, hockey su ghiaccio, pallamano, calcio a 5, ciclismo, ginnastica, atletica, lotta, curling e molte sezioni femminili, tra le quali la sezione calcistica vincitrice dei campionati 2014-2015, 2015-2016, 2018-2019. Possiede un periodico denominato ZÖLD & FEHÉR (in italiano: verde e bianco).

## Sezioni

### Calcio

#### Maschile
La sezione calcistica maschile milita in massima serie ed è la squadra di calcio più titolata d'Ungheria, potendo vantare, a livello nazionale, la vittoria di 32 campionati, 23 coppe e 6 supercoppe.
A livello internazionale è stato l'unico club ungherese ad aver vinto un trofeo europeo maggiore, conquistando la Coppa delle Fiere nel 1964-1965 battendo 1-0 la Juventus in una gara secca a Torino. In questo torneo arrivò all'ultimo atto anche nel 1967-1968, mentre nel 1974-1975 raggiunse la finale di Coppa delle Coppe, dove fu sconfitto dalla Dynamo Kiev. È stata anche la prima squadra ungherese ad accedere alla fase a gruppi della UEFA Champions League, nella stagione 1995-1996, battendo l'Anderlecht nel turno preliminare, ripetendosi poi nella stagione 2020-2021, eliminando ai play-off il Molde.

#### Femminile
La sezione calcistica femminile è stata vincitrice dei campionati 2014-2015, 2015-2016, 2018-2019.

### Calcio a 5
La sezione di calcio a 5 maschile ha raggiunto la massima serie, senza riusicre a vincere mai il campionato.

### Pallanuoto
La sezione di pallanuoto è la seconda più titolata dell'Ungheria, alle spalle dell'Újpesti Torna Egylet. Ha vinto 23 campionati ungheresi e 19 Coppe d'Ungheria.
A livello internazionale ha conquistato 2 Champions League (2018-19, 2023-24), 4 Coppe delle Coppe (1975, 1978, 1980, 1998), 2 Coppe LEN (2016-17, 2017-18) e 4 Supercoppe LEN (1978, 1980, 2018, 2019).